# 용문초등학교 (경기)
용문초등학교는 대한민국 경기도 양평군 용문면에 있는 공립 초등학교이다.

## 학교 연혁
- 1916년 3월 27일 : 지평공립보통학교 설립인가 (사립 지평학교 인수)
- 1916년 5월 15일 : 지평공립보통학교 개교
- 1927년 10월 30일 : 광탄공립보통학교 개명
- 1938년 4월 1일 : 용문공립심상소학교 개칭
- 1941년 4월 1일 : 용문공립국민학교 개칭.
- 2026년 3월 27일 : 개교 110주년

## 참고 자료
- 용문초등학교 - 한국교육학술정보원 학교알리미